# اویالس د رئا
هیالس د رئا (به اسپانیایی: Hoyales de Roa) یک شهرستان در اسپانیا است.